# Skerton
Skerton är en ort i distriktet Lancaster, i grevskapet Lancashire, i England. Skerton var en civil parish 1866–1900 när blev den en del av Lancaster och Heaton with Oxcliffe. Civil parish hade 311 invånare år 1891. Byn nämndes i Domedagsboken (Domesday Book) år 1086, och kallades då Schertune.